# Ensi (Sumer)
Ensi (sumerisch 𒉺𒋼𒋛 EN.SI oder auch PA.TE.SI) ist ein lokaler sumerischer Fürstentitel. Er bedeutet in der altsumerischen Zeit ‚Stadtfürst‘ oder ‚Herrscher eines Stadtstaates‘. Der Inhaber des Titels Ensi unterstand dem ranghöheren En bzw. Lugal.

## Historische Entwicklung der Bedeutung
In der Frühdynastischen Zeit (etwa 2800–2350 v. Chr.) ist die Bedeutung der sumerischen Titel Ensi und Lugal noch nicht eindeutig zu differenzieren. Zu Zeiten Uruk IV wurde der Titel En meist in Zusammenhang der Götterbezeichnungen geführt, der später teilweise den Herrschertitel Lugal ergänzte. Die Namenserweiterung Ensi ist die möglicherweise auf Umma beschränkte Bezeichnung des Stadtstaatenherrschers, obwohl sich selbige als Lugal bezeichneten. Dieser Umstand deutet auf ein Vasallenverhältnis gegenüber Lagaš hin. Später ist Ensi in der Regel dem Titel Lugal (dt. ‚König‘, wörtlich ‚Großer Mann‘) untergeordnet. Allerdings haben sich auch die gewiss mächtigen Herrscher der Zweiten Dynastie von Lagaš (um 2100 v. Chr.) mit dem Titel eines Ensi begnügt.
In der Ur-III-Zeit (etwa 2100–2000 v. Chr.) wird Ensi für die Provinzgouverneure des Reiches verwendet. Diese hatten zwar weitgehende Machtbefugnisse für Verwaltung, Finanzaufkommen und Rechtsprechung, aber sie unterstanden der Aufsicht des Königs (Lugal) von Ur, der sie ins Amt einsetzte und versetzen konnte. Das Ensi-Amt konnte zwar noch vererbt werden, allerdings musste der König den Erbvorgang bestätigen. Jede eigenständige außenpolitische Betätigung und insbesondere das selbständige Führen von Kriegen waren dem Provinz-Ensi untersagt (Edzard 2004).

## Etymologie
Die sumerische Etymologie von Ensi wird durch en-si-k erklärt. en bedeutet ‚Herr‘, si(g) ‚Pflugland‘, ‚Ackerland‘, das -k – das auch in bestimmten Kasus des Wortes ensi belegt ist – ist das Genitivsuffix (Halloran 2006; siehe auch Sumerische Sprache, insbesondere Nominalkonstruktion). en-si(g)-k bedeutet also ‚Herr des Ackerlandes‘. Aus dem sumerischen ensi-k hat sich das akkadische Lehnwort iššiakkum ‚Stadtfürst‘; ‚mit Gütern belehnter lokaler Beamter‘ entwickelt (mit Assimilation des /n/ an das /s/ bzw. /š/).

## Ägyptischnzwvon sumerischensi?
Schon lange wurde vermutet, dass die ägyptische Königsbezeichnung nzw (Vokale werden im Ägyptischen nicht geschrieben, das /z/ kennzeichnet stimmhaftes /s/) von sumerisch ensi herzuleiten sei, was auf eine enge kulturelle Verbindung des frühen Ägypten und Mesopotamien hinweisen könnte. Die Ägypter hätten dann diesen sumerischen Herrschertitel übernommen. Diese Vermutung wird durch einen Artikel von Carsten Peust (2007) bekräftigt. Eine Konsequenz dieser Etymologie wäre, dass man die bisherige Übersetzung von nzw mit ‚König von Oberägypten‘ aufgeben müsste und nzw einfach als ‚Herrscher‘ oder ‚König‘ (über Gesamtägypten) wiederzugeben ist.